# Ардов (заказник)
Ардов — ботанічний заказник місцевого значення. Об'єкт розташований на території Берегівського району Закарпатської області, філія «Береговодержспецлісгосп», квартал 18, виділи 1-10, урочище Ардов.
Площа — 25 га, статус отриманий у 2010 році.
Охороняється лісовий масив рідкісних для України реліктових розріджених низькорослих дубняків паннонського типу на вершині гори Ардов. Тут зростає реліктовий вид дерев липа срібляста. Трапдяються рідкісні види комах (подалірій, махаон), плазунів (лісовий полоз, мідянка) і птахів (зелений дятел, пугач).